# Ctenotus coggeri
Ctenotus coggeri (коричневосмугий гребневухий сцинк) — вид сцинкоподібних ящірок родини сцинкових (Scincidae). Ендемік Австралії. Вид названий на честь австралійського герпетолога Гарольда Коггера.

## Поширення і екологія
Коричневосмугі гребневухі сцинки мешкають на заході півострова Арнемленд в Північній Австралії. Вони живуть в пісковикових місцевостях, де трапляються в рідколіссях.